# Prospalta pauperata
Prospalta pauperata là một loài bướm đêm trong họ Noctuidae.